# Great Indian Peninsular-järnvägen
Great Indian Peninsular-järnvägen, förkortad GIPR för Great Indian Peninsular Railroad var en av de viktigaste stambanorna för järnvägen i Brittiska Indien. Namnet peninsular är engelska för ordet halvö.
Järnvägen hade ändstationer i Victoria Terminus (nu kallad Chhatrapati Shivajistationen) i söder och i Jabalpur i norr, där den anslöt till East India-banan, och var GIPR i första hand tänkt att underlätta export av indisk bomull. Det första tåget gick 16 april 1853 mellan Bombay och Thane.
1951 övergick ägandet av GIPR till Indiens järnvägar, Indian Railways, och denna stambana infogades i järnvägsbolagets centrala zon, Central Railway.